# Dicopomorpha echmepterygis
Dicopomorpha echmepterygis (лат.) — вид самых мелких в мире насекомых из семейства хальцидоидных паразитических наездников Mymaridae подотряда стебельчатобрюхие отряда перепончатокрылые насекомые.

## История открытия
Вид был открыт в 1997 году (Mockford, 1997) в Центральной Америке (Коста-Рика).

## Размер
Самцы этих паразитов-яйцеедов рассматриваются как самые мелкие в мире насекомые: длина их тела примерно 0,139 мм (мельче инфузории-туфельки). Усики длинные, равны длине тела. Ранее рекорд принадлежал виду Megaphragma caribea (Trichogrammatidae), с длиной 0,170 мм (Delvare 1993). Самки крупнее на 40 %, чем бескрылые и слепые самцы.

## Биология
Паразитируют на яйцах сеноедов Echmepteryx hageni (Psocoptera: Lepidopsocidae).